# Euphorbia inundaticola
Euphorbia inundaticola là một loài thực vật có hoa trong họ Đại kích. Loài này được L.C.Leach mô tả khoa học đầu tiên năm 1991 publ. 1992.